# 海灣高䲁
海灣高䲁（學名：Hypsoblennius gentilis），為輻鰭魚綱鳚形目䲁科高䲁屬的一種，分布於東太平洋美國加利福尼亞州蒙特利灣至墨西哥加利福尼亞灣海域，深度0至25公尺，本魚體延長形，稍側扁，頭鈍短，頭頂無冠膜，後鼻孔上方有一小條卷鬚，眼睛上方有不分枝但呈鋸齒狀的捲鬚，牙齒尖端鈍而扁平，單排，不能移動，兩側頜骨上均無後犬齒，鰓孔因鰓蓋膜與喉部融合而限制在身體兩側，體色棕色到綠色，喉嚨和腹部呈白色，上背部有一系列深棕色馬鞍狀斑紋，胸鰭基底水平處側面有一排水平的白色斑點，背鰭前部有一個紅色斑點，成年雄魚喉嚨上有紅色條紋，在繁殖季節最明顯，背鰭硬棘11-12枚、背鰭軟條16-18枚、臀鰭硬棘2枚、臀鰭軟條16-19枚，體長可達15公分，棲息在沿海岩石區，雌魚產附著性卵，雄魚有護卵行為，生活習性不明，可做為觀賞魚。